# اچ‌ام‌ای‌اس راکهمپتون
اچ‌ام‌ای‌اس راکهمپتون (به انگلیسی: HMAS Rockhampton) یک کشتی بود که طول آن ۱۸۶ فوت (۵۷ متر) بود. این کشتی در سال ۱۹۴۱ ساخته شد.